# Staro Pračno
Staro Pračno is een plaats in de gemeente Sisak in de Kroatische provincie Sisak-Moslavina. De plaats telt 881 inwoners (2001).